# Ai Ōtomo
Ai Ōtomo, coniugata Yamamoto (大友愛?, Ōtomo Ai; Sendai, 24 marzo 1982), è un'ex pallavolista giapponese.
Giocava nel ruolo di centrale.

## Carriera
La carriera di Ai Otomo inizia a livello scolastico con la SendaiIkuei High School; in questi anni partecipa a diverse competizioni con le nazionali giovanili giapponesi, vincendo nel 1999 il campionato mondiale pre-juniores. Nel 2000 inizia la carriera professionistica con le NEC Red Rockets, con le quali si aggiudica due volte il campionato giapponese. Nel 2001 debutta in nazionale maggiore al Montreux Volley Masters e classificandosi al terzo posto alla Grand Champions Cup. Nel 2005 si classifica al terzo posto anche al campionato asiatico e oceaniano.
Dopo due anni di break per maternità tra il 2006 ed il 2008, viene ingaggiata dalle Hisamitsu Springs, con le quali è finalista in campionato. Nel 2009 passa alle JT Marvelous, aggiudicandosi il suo terzo campionato ed altre due edizioni del Torneo Kurowashiki, ricevendo il premio di MVP in entrambe le edizioni. Ritorna anche in nazionale, classificandosi al terzo posto nel 2010 al campionato mondiale, disputando la finale del 2011 al campionato asiatico e oceaniano e vincendo la medaglia di bronzo ai Giochi della XXX Olimpiade. Annuncia il proprio ritiro al termine della stagione 2012-13, disputando le sue ultime partite durante il Torneo Kurowashiki, al termine del quale viene inserita nel sestetto ideale della competizione.

## Vita privata
È sposata col giocatore di beach volley Tatsuo Yamamoto.

## Palmarès

### Club
- Campionato giapponese: 3

2002-03, 2004-05, 2010-11
- Torneo Kurowashiki: 3

2001, 2011, 2012

### Nazionale (competizioni minori)
- Campionato mondiale pre-juniores 1999
- Campionato asiatico e oceaniano pre-juniores 1999
- Campionato asiatico e oceaniano juniores 2000
- Montreux Volley Masters 2001
- Trofeo Valle d'Aosta 2004
- Piemonte Woman Cup 2010
- Montreux Volley Masters 2011

### Premi individuali
- 1999 - Campionato asiatico e oceaniano pre-juniores: Miglior servizio
- 2000 - Campionato asiatico e oceaniano juniores: Miglior servizio
- 2001 - V.League giapponese: Miglior esordiente
- 2002 - Torneo Kurowashiki: Sestetto ideale
- 2005 - Torneo Kurowashiki: Sestetto ideale
- 2009 - Torneo Kurowashiki: Sestetto ideale
- 2010 - V.Premier League giapponese: Sestetto ideale
- 2010 - Torneo Kurowashiki: Sestetto ideale
- 2011 - Torneo Kurowashiki: MVP
- 2011 - Torneo Kurowashiki: Sestetto ideale
- 2012 - Torneo Kurowashiki: MVP
- 2012 - Torneo Kurowashiki: Sestetto ideale
- 2013 - Torneo Kurowashiki: Sestetto ideale